# 魯菲吉複齒脂鯉
魯菲吉複齒脂鯉為輻鰭魚綱脂鯉目琴脂鯉亞目複齒脂鯉科的其中一種，為熱帶淡水魚，分布於非洲Wami、Rufigi與Ruvuma河流域，體長可達17公分，棲息在底層水域，生活習性不明。

## 扩展阅读
維基物種上的相關：魯菲吉複齒脂鯉